# Alfarrasí (kommunhuvudort)
Alfarrasí är en kommunhuvudort i Spanien.   Den ligger i provinsen Província de València och regionen Valencia, i den östra delen av landet, 300 km sydost om huvudstaden Madrid. Alfarrasí ligger 193 meter över havet och antalet invånare är 1 272.
Terrängen runt Alfarrasí är kuperad västerut, men österut är den platt.Runt Alfarrasí är det ganska glesbefolkat, med 34 invånare per kvadratkilometer. Närmaste större samhälle är Ontinyent, 12,6 km sydväst om Alfarrasí. Trakten runt Alfarrasí består till största delen av jordbruksmark.